# باشگاه فوتبال صنعت نفت نوین آبادان
باشگاه فوتبال صنعت نفت نوین آبادان یک باشگاه فوتبال ایرانی است که در شهر آبادان واقع شده‌است.

## فصل به فصل
| فصل                               | لیگ                       | جایگاه       | جام حذفی فوتبال ایران | توضیحات |
| --------------------------------- | ------------------------- | ------------ | --------------------- | ------- |
| ۲۰۰۶–۰۷                           | لیگ دسته سوم فوتبال ایران | مرحله دوم    |                       |         |
| ۲۰۰۷–۰۸                           | لیگ دسته سوم فوتبال ایران | مرحله دوم    |                       |         |
| ۲۰۰۸–۰۹                           | لیگ دسته سوم فوتبال ایران |              |                       | صعود    |
| ۲۰۰۹–۱۰                           | لیگ دسته دوم فوتبال ایران | چهارم/گروه ۴ | مرحله دوم             |         |
| لیگ دسته دوم فوتبال ایران ۹۰–۱۳۸۹ | لیگ دسته دوم فوتبال ایران | نهم/گروه ۲   | عدم صعود              |         |
| ۲۰۱۱–۱۲                           | لیگ دسته دوم فوتبال ایران |              | مرحله دوم             |         |

## پیوندهای مفید
- جام حذفی فوتبال ایران ۹۱–۱۳۹۰
- باشگاه فوتبال صنعت نفت آبادان